# Municipio de Harnett
El municipio de Harnett (en inglés: Harnett Township) es un municipio ubicado en el  condado de New Hanover en el estado estadounidense de Carolina del Norte. En el año 2010 tenía una población de 37.561 habitantes.

## Geografía
El municipio de Harnett se encuentra ubicado en las coordenadas 34°15′55.2″N 77°45′21.07″O / 34.265333, -77.7558528.